# گیوم گرو
گیوم گرو (به فرانسوی: Guillaume Guéroult) شاعر، مترجم و موسیقی‌دان قرن شانزدهم میلادی اهل فرانسه است.